# Erythromyces crocicreas
Erythromyces crocicreas är en svampart som först beskrevs av Berk. & Broome, och fick sitt nu gällande namn av Hjortstam & Ryvarden 1990. Erythromyces crocicreas ingår i släktet Erythromyces och familjen Hymenochaetaceae.   Inga underarter finns listade i Catalogue of Life.